# Sequestered
Sequestered è una serie televisiva statunitense distribuita nel 2014 attraverso la piattaforma di video on demand Crackle.
I primi sei episodi della serie sono stati pubblicati il 5 agosto 2014, mentre i rimanenti sono stati distribuiti il successivo 14 ottobre.

## Trama
La serie l'epilogo del processo dell'imputato Malcolm Miller, accusato di aver rapito a scopo estorsivo, e poi ucciso, il figlio del governatore Bennett. Dopo il pagamento di 80 milioni di dollari, il bambino era stato ritrovato privo di vita. Una giuria è chiamata a determinare il destino di Miller, reclusa in un hotel dopo che uno dei suoi membri era stato sostituito dopo essere stato vittima di un'aggressione. Anna è uno dei pochi membri della giuria a credere che Miller possa essere innocente, ma presto riceve delle minacce, mentre l'avvocato di Miller inizia ad accorgersi che il processo potrebbe essere influenzato da una cospirazione.

## Personaggi e interpreti
- Danny Firmin, interpretato da Jesse Bradford
- Kevin Mohr, interpretato da James Maslow
- Padre di Danny Firmin, interpretato da Bruce Davison
- Ron Pritchard, interpretato da Chris Ellis
- Mark Bennett, interpretato da Patrick Warburton
- Helen Bennett, interpretata da Dina Meyer
- Hugh Cros, interpretato da Trevor Torseth

Membri della giuria
- Anna Brandt, interpretata da Summer Glau
- Ryan, interpretato da Ryan McPartlin
- Yvonne, interpretata da Rhonda Aldrich
- Kaitlyn, interpretata da Lindsay Bushman
- Marisa, interpretata da Heather Dubrow
- Ramesh, interpretato da Chem Ehelepola
- Stone, interpretato da Robert Elzein
- Charles, interpretato da Christopher Goodman
- Judd, interpretato da Brian Ibsen
- Rufang, interpretata da Emily Kuroda
- Seth, interpretato da Dan Mott
- Vernon, interpretato da Duane Shepard